# 2019年夏季世界大學生運動會乒乓球比賽
2019年夏季世界大學運動會乒乓球比賽於2019年7月4日至7月11日在義大利拿坡里PalaTrincone舉行。此次比赛共设七个小项，包括三个男子小项、三个女子小项和一个混合小项。

## 獎牌榜
| 排名                | 代表团              | 金牌 | 銀牌 | 銅牌 | 总计 |
| ------------------- | ------------------- | ---- | ---- | ---- | ---- |
| 1                   | 中国                | 7    | 5    | 3    | 15   |
| 2                   | 日本                | 0    | 1    | 4    | 5    |
| 3                   | 中华台北            | 0    | 1    | 1    | 2    |
| 4                   | 俄罗斯              | 0    | 0    | 4    | 4    |
| 5                   | 法国                | 0    | 0    | 1    | 1    |
| 5                   | 德国                | 0    | 0    | 1    | 1    |
| 总计（共6个代表团） | 总计（共6个代表团） | 7    | 7    | 14   | 28   |

## 獎牌得主
| 項目     | 金牌                                            | 银牌                                                    | 铜牌                                                                                             |
| 男子單打 | 于子洋 · 中国（CHN）                            | 赵子豪 · 中国（CHN）                                    | Sadi Ismailov · 俄罗斯（RUS）                                                                    |
| 男子單打 | 于子洋 · 中国（CHN）                            | 赵子豪 · 中国（CHN）                                    | 朱霖峰 · 中国（CHN）                                                                             |
| 女子單打 | 王艺迪 · 中国（CHN）                            | 张瑞 · 中国（CHN）                                      | 范思琦 · 中国（CHN）                                                                             |
| 女子單打 | 王艺迪 · 中国（CHN）                            | 张瑞 · 中国（CHN）                                      | 郭艳 · 中国（CHN）                                                                               |
| 男子雙打 | 中国（CHN） · 于子洋 · 赵子豪                   | 中国（CHN） · 孔令轩 · 朱霖峰                           | 日本（JPN） · 五十嵐史彌 · 酒井明日翔                                                            |
| 男子雙打 | 中国（CHN） · 于子洋 · 赵子豪                   | 中国（CHN） · 孔令轩 · 朱霖峰                           | 日本（JPN） · 定松祐輔 · 坪井勇磨                                                                |
| 女子雙打 | 中国（CHN） · 范思琦 · 王艺迪                   | 中国（CHN） · 郭艳 · 张瑞                               | 日本（JPN） · 安藤南 · 笹尾明日香                                                                |
| 女子雙打 | 中国（CHN） · 范思琦 · 王艺迪                   | 中国（CHN） · 郭艳 · 张瑞                               | 俄罗斯（RUS） · Yana Noskova · Valeriia Shcherbatykh                                             |
| 混合雙打 | 中国（CHN） · 于子洋 · 王艺迪                   | 中国（CHN） · 赵子豪 · 范思琦                           | 俄罗斯（RUS） · Sadi Ismailov · Yana Noskova                                                     |
| 混合雙打 | 中国（CHN） · 于子洋 · 王艺迪                   | 中国（CHN） · 赵子豪 · 范思琦                           | 中华台北（TPE） · 廖振珽 · 蘇珮綾                                                                |
| 男子團體 | 中国（CHN） · 孔令轩 · 于子洋 · 赵子豪 · 朱霖峰 | 中华台北（TPE） · 廖振珽 · 彭王維 · 王泰崴 · 楊恆韋     | 德国（GER） · Florian Bluhm · Nils Hohmeier · 邱梁 · Gianluca Walther                            |
| 男子團體 | 中国（CHN） · 孔令轩 · 于子洋 · 赵子豪 · 朱霖峰 | 中华台北（TPE） · 廖振珽 · 彭王維 · 王泰崴 · 楊恆韋     | 日本（JPN） · 五十嵐史彌 · 定松祐輔 · 酒井明日翔 · 坪井勇磨                                      |
| 女子團體 | 中国（CHN） · 范思琦 · 郭艳 · 王艺迪 · 张瑞     | 日本（JPN） · 安藤南 · 前泷初音 · 笹尾明日香 · 濑山咲希 | 法国（FRA） · Pauline Chasselin · Oceane Guisnel · Marie Migot · Laura Pfefer                    |
| 女子團體 | 中国（CHN） · 范思琦 · 郭艳 · 王艺迪 · 张瑞     | 日本（JPN） · 安藤南 · 前泷初音 · 笹尾明日香 · 濑山咲希 | 俄罗斯（RUS） · Ekaterina Cherniavskaia · Mariia Malanina · Iana Noskova · Valeriia Shcherbatykh |

## 外部連結
- .   [2019-07-06]. （原始内容存档于2019-06-18）.